# Белілешть (комуна)
Белілешть, Белілешті (рум. Bălilești) — комуна у повіті Арджеш в Румунії. До складу комуни входять такі села (дані про населення за 2002 рік):
- Бежешть (1168 осіб)
- Белілешть (506 осіб)
- Валя-Маре-Братія (674 особи)
- Голешть (291 особа)
- Поєніца (875 осіб)
- Прібоая (480 осіб)
- Уліта (424 особи)

Комуна розташована на відстані 114 км на північний захід від Бухареста, 23 км на північ від Пітешть, 121 км на північний схід від Крайови, 84 км на південний захід від Брашова.

## Населення
За даними перепису населення 2002 року у комуні проживали 4418 осіб.
Національний склад населення комуни:
| Національність | Кількість осіб | Відсоток |
| -------------- | -------------- | -------- |
| румуни         | 4400           | 99,6%    |
| цигани         | 15             | 0,3%     |

Рідною мовою назвали:
| Мова      | Кількість осіб | Відсоток |
| --------- | -------------- | -------- |
| румунська | 4415           | 99,9%    |

Склад населення комуни за віросповіданням:
| Релігія        | Кількість осіб | Відсоток |
| -------------- | -------------- | -------- |
| православні    | 4298           | 97,3%    |
| п'ятдесятники  | 71             | 1,6%     |
| бретрени       | 33             | 0,7%     |
| адвентисти     | 7              | 0,2%     |
| реформати      | 4              | 0,1%     |
| римо-католики  | 3              | 0,1%     |
| греко-католики | 2              | < 0,1%   |